# 洪性榮
洪性榮（1937年3月5日—2018年3月8日），中華民國（台灣）政治人物，曾代表中國國民黨當選為彰化縣議會議員、臺灣省議會第七至八屆議員及第二至四屆立法委員，但於2001年底競選連任時失利。因觸犯貪汙治罪條例起訴，經多次上訴，最後台灣高等法院因洪性榮死亡，判決公訴不受理。